# Оксид ртути(II)

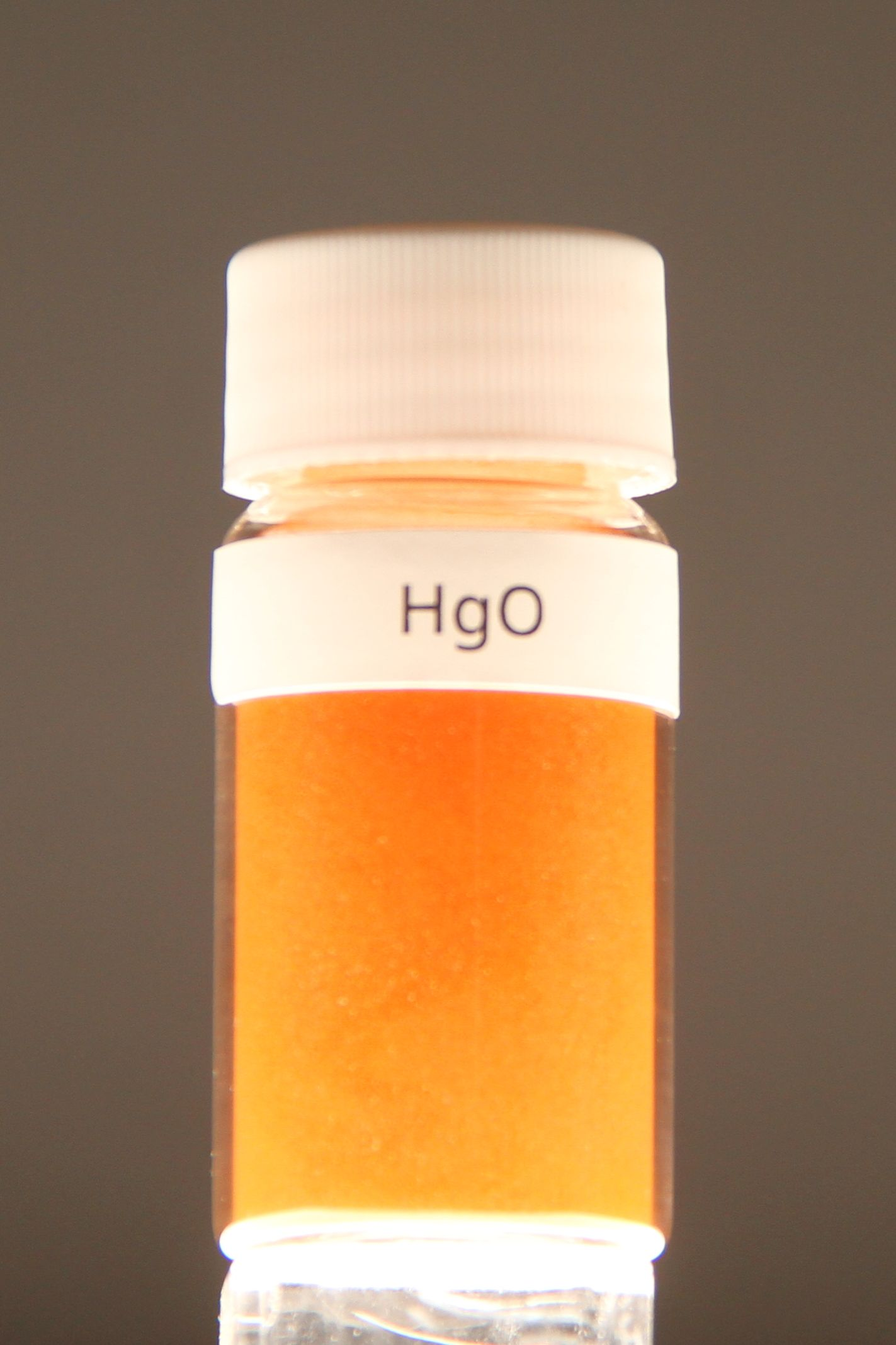
Оксид ртути(II) в виале

Оксид ртути(II) — бинарное соединение ртути и кислорода с формулой HgO. Это твёрдое непрочное при нормальных условиях вещество в зависимости от дисперсности красного или оранжевого (жёлтого) цвета является основным и важнейшим оксидом ртути и практически не встречается в природе, за исключением редкого минерала монтроидита. Очень ядовит.

## История
В 1774 году с помощью оксида ртути(II) Джозеф Пристли открыл новый химический элемент — кислород.

## Получение
Красный оксид ртути получают нагреванием ртути до 300 °C или пиролизом нитрата ртути.
{\displaystyle {\mathsf {2Hg+O_{2}\rightarrow 2HgO}}}
Жёлтый оксид получают осаждением солей ртути(II) щелочами, например:
{\displaystyle {\mathsf {Hg(NO_{3})_{2}+2NaOH\rightarrow HgO\downarrow +2NaNO_{3}+H_{2}O}}}
Разница в цвете объясняется размером частиц, обе формы имеют одинаковую структуру — цепь линейных звеньев состава O-Hg-O соединённых под углом 108°. Размеры частиц жёлтого оксида ртути составляют до 4 мкм, красной — более 8 мкм.

## Свойства
Жёлтый HgO является более химически активным, разлагается при температуре 332oC, при нагревании краснеет. Красный HgO распадается при 500oC, а при нагревании обратимо меняет свой цвет на чёрный.
Оксид ртути(II) в воде малорастворим, его насыщенный водный раствор имеет концентрацию 2,6⋅10-4 моль/л для жёлтой формы и 2,4⋅10-4 моль/л для красной. Проявляет слабые основные свойства.
Растворяется в концентрированных растворах щелочей, при этом образуются гидроксокомплексы. Жёлтый HgO взаимодействует с NH3 с образованием основания Миллона:
{\displaystyle {\mathsf {2HgO+NH_{3}+H_{2}O\rightarrow [Hg_{2}N]OH\cdot 2H_{2}O}}}
Это вещество реагирует с кислотами, образуя соответствующие соли [Hg2N]X•H2O (X = NO3-, ClO3-, Cl3-, Br3-, I3-).
Применяется для получения ртути, а также в некоторых видах гальванических элементов.
Обладает сильным токсическим действием.

## Токсикология
Как и все соединения ртути, оксид ртути(II) высокотоксичен. Случайное проглатывание этого вещества приводит к смертельному исходу. Смертельная доза (ЛД50) - 18 мг/кг.

## Красная ртутьи HgO
В 90-е годы оксид ртути нередко выдавался за несуществующую красную ртуть, так как он действительно красного, скорее ярко-рыжего цвета и содержит ртуть. Во времена «краснортутной лихорадки» фиксировалось немало случаев хищения и продажи этого вещества под видом «красной ртути».
.